# Drujba (Sverdlovsk)
Drujba (en rus: Дружба) és un poble (un possiólok) de l'óblast de Sverdlovsk, a Rússia, segons el cens del 2010 tenia 23 habitants.